# Bernieulles
Bernieulles est une commune française située dans le département du Pas-de-Calais en région Hauts-de-France. Ses habitants sont appelés les Bernieullois. La commune est membre de la communauté d'agglomération des Deux Baies en Montreuillois.

## Géographie

### Localisation
Localisée dans le sud-ouest du département du Pas-de-Calais, Bernieulles se situe à 12 km au nord de Montreuil-sur-Mer (chef-lieu d'arrondissement) et à 29 km de Berck et de Boulogne-sur-Mer,,.
Le territoire de la commune est limitrophe de ceux de cinq communes.
Les communes limitrophes sont Hubersent, Inxent, Longvilliers, Beussent et Cormont.

### Géologie et relief
La superficie de la commune est de 5,74 km2 ; son altitude varie de 41  à   120 mètres.

### Hydrographie
Le territoire de la commune est situé dans le bassin Artois-Picardie.
Le territoire communal est drainé par le Beussent, d'une longueur de 2,95 km, qi prend sa source dans la commune et se jette dans la Course dans la commune d'Inxent, et par le Fernehem, d'une longueur de 1,31 km.

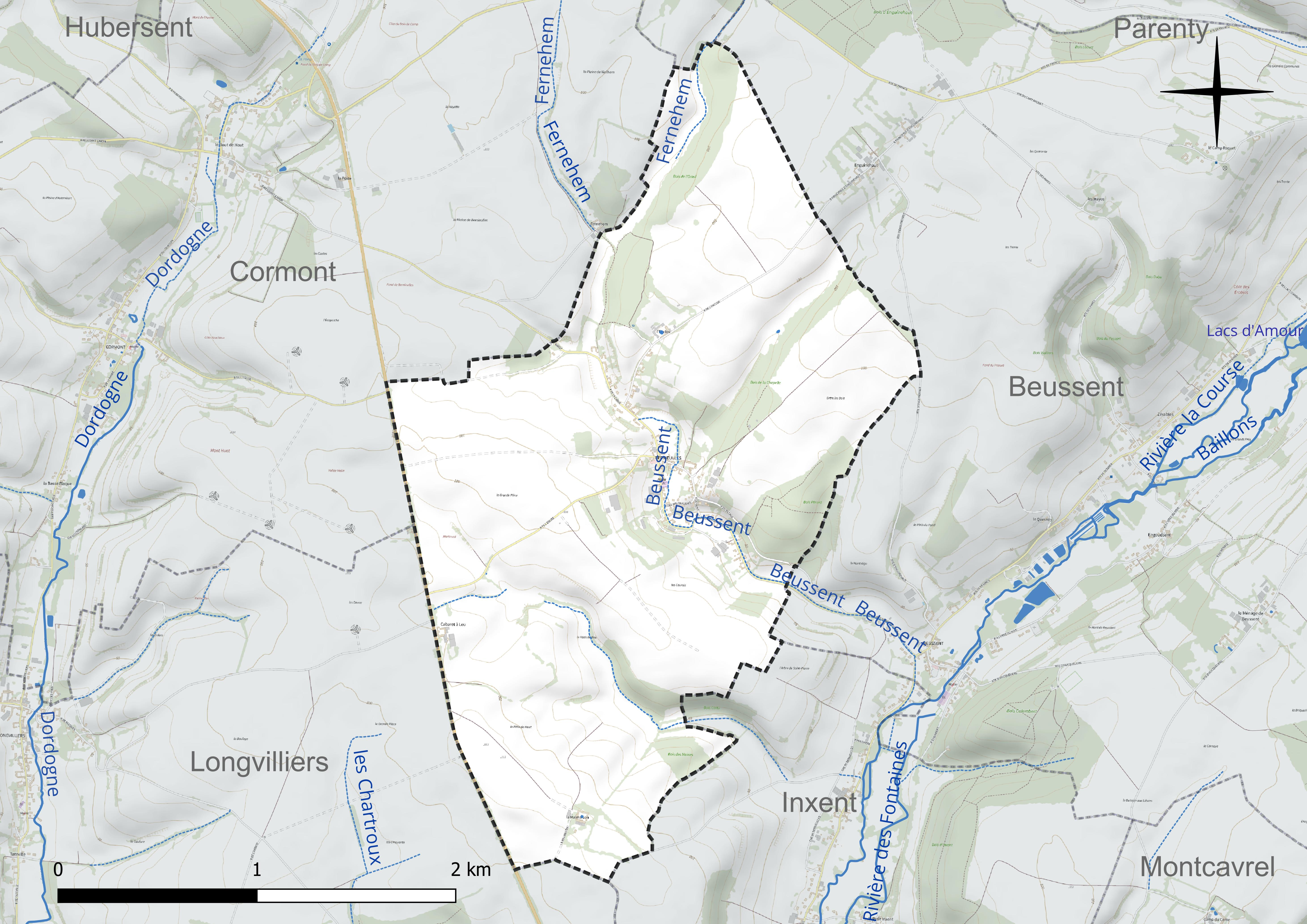
Réseau hydrographique de Bernieulles.

### Climat
Pour des articles plus généraux, voir Climat des Hauts-de-France et Climat du Pas-de-Calais.
En 2010, le climat de la commune est de type climat océanique franc, selon une étude du CNRS s'appuyant sur une série de données couvrant la période 1971-2000. En 2020, Météo-France publie une typologie des climats de la France métropolitaine dans laquelle la commune est exposée à un climat océanique et est dans la région climatique Côtes de la Manche orientale, caractérisée par un faible ensoleillement (1 550 h/an) ; forte humidité de l’air (plus de 20 h/jour avec humidité relative > 80 % en hiver), vents forts fréquents.
Pour la période 1971-2000, la température annuelle moyenne est de 10,2 °C, avec une amplitude thermique annuelle de 13 °C. Le cumul annuel moyen de précipitations est de 836 mm, avec 12,8 jours de précipitations en janvier et 8,4 jours en juillet. Pour la période 1991-2020, la température moyenne annuelle observée sur la station météorologique la plus proche, située sur la commune du Touquet-Paris-Plage à 13 km à vol d'oiseau, est de 11,2 °C et le cumul annuel moyen de précipitations est de 888,8 mm,. Pour l'avenir, les paramètres climatiques de la commune estimés pour 2050 selon différents scénarios d'émission de gaz à effet de serre sont consultables sur un site dédié publié par Météo-France en novembre 2022.

### Paysages
Pour un article plus général, voir Paysage en France.
La commune s'inscrit dans les « paysages montreuillois » tels qu'ils sont définis dans l'atlas de paysages de la région Nord-Pas-de-Calais, conçu par la direction régionale de l'Environnement, de l'Aménagement et du Logement (DREAL),.
Les « paysages montreuillois », qui concernent 98 communes, se délimitent : à l'ouest par des falaises qui, avec le recul de la mer, ont donné naissance aux bas-champs ourlées de dunes ; au nord par la boutonnière du Boulonnais ; au sud par le vaste plateau formé par la vallée de l'Authie, et à l'est par les paysages du Ternois et du Haut-Artois. Les « paysages montreuillois », avec, dans leur axe central, la vallée de la Canche et ses nombreux affluents comme la Course, la Créquoise, la Planquette…, offrent une alternance de vallées et de plateaux, appelés « ondulations montreuilloises ». Dans ces paysages, et plus particulièrement sur les plateaux, on cultive la betterave sucrière, le blé et le maïs et les plateaux entre la Ternoise et la Créquoise sont couverts de vastes massifs forestiers comme la forêt d'Hesdin-la-Forêt, les bois de Fressin, Sains-lès-Fressin, Créquy….
L’occupation des sols de la surface totale de ces « paysages montreuillois » est de 59,07 % de cultures, de 21,55 % de prairies naturelles, permanentes, de 12,02 % de forêts et de milieux semi-naturels, de 5,79 % d'espaces artificialisés avec les communes principales d'Étaples et Montreuil-sur-Mer, de 0,38 % de cours d'eau et plan d'eau, 0,41 % d'espaces industriels et de friches industrielles et de 0,14 % d’espaces dunaires.

### Milieux naturels et biodiversité

#### Zone naturelle d'intérêt écologique, faunistique et floristique
L’inventaire des zones naturelles d'intérêt écologique, faunistique et floristique (ZNIEFF) a pour objectif de réaliser une couverture des zones les plus intéressantes sur le plan écologique, essentiellement dans la perspective d’améliorer la connaissance du patrimoine naturel national et de fournir aux différents décideurs un outil d’aide à la prise en compte de l’environnement dans l’aménagement du territoire.
Le territoire communal comprend une ZNIEFF de type 2 : la vallée de la Course. Elle se situe dans le pays de Montreuil et plus précisément dans l’entité paysagère des ondulations montreuilloises.

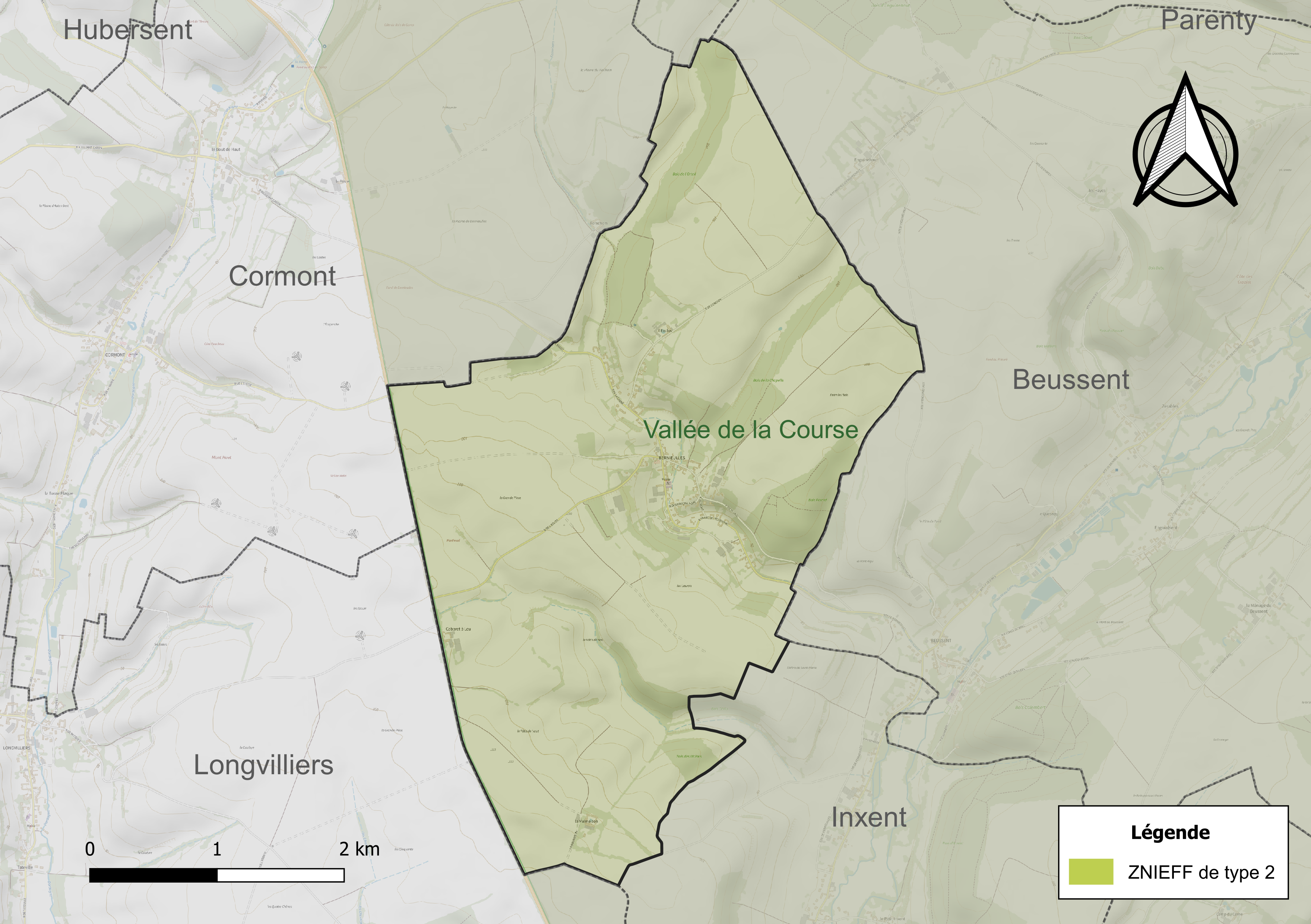
Carte de la ZNIEFF sur la commune.

## Urbanisme

### Typologie
Au 1er janvier 2024, Bernieulles est catégorisée commune rurale à habitat dispersé, selon la nouvelle grille communale de densité à sept niveaux définie par l'Insee en 2022.
Elle est située hors unité urbaine. Par ailleurs la commune fait partie de l'aire d'attraction de Boulogne-sur-Mer, dont elle est une commune de la couronne,. Cette aire, qui regroupe 80 communes, est catégorisée dans les aires de 50 000 à moins de 200 000 habitants,.

### Occupation des sols
L'occupation des sols de la commune, telle qu'elle ressort de la base de données européenne d’occupation biophysique des sols Corine Land Cover (CLC), est marquée par l'importance des territoires agricoles (89,9 % en 2018), une proportion identique à celle de 1990 (89,9 %). La répartition détaillée en 2018 est la suivante : 
terres arables (60 %), prairies (24,7 %), zones urbanisées (5,5 %), zones agricoles hétérogènes (5,3 %), forêts (4,6 %). L'évolution de l’occupation des sols de la commune et de ses infrastructures peut être observée sur les différentes représentations cartographiques du territoire : la carte de Cassini (XVIIIe siècle), la carte d'état-major (1820-1866) et les cartes ou photos aériennes de l'IGN pour la période actuelle (1950 à aujourd'hui).

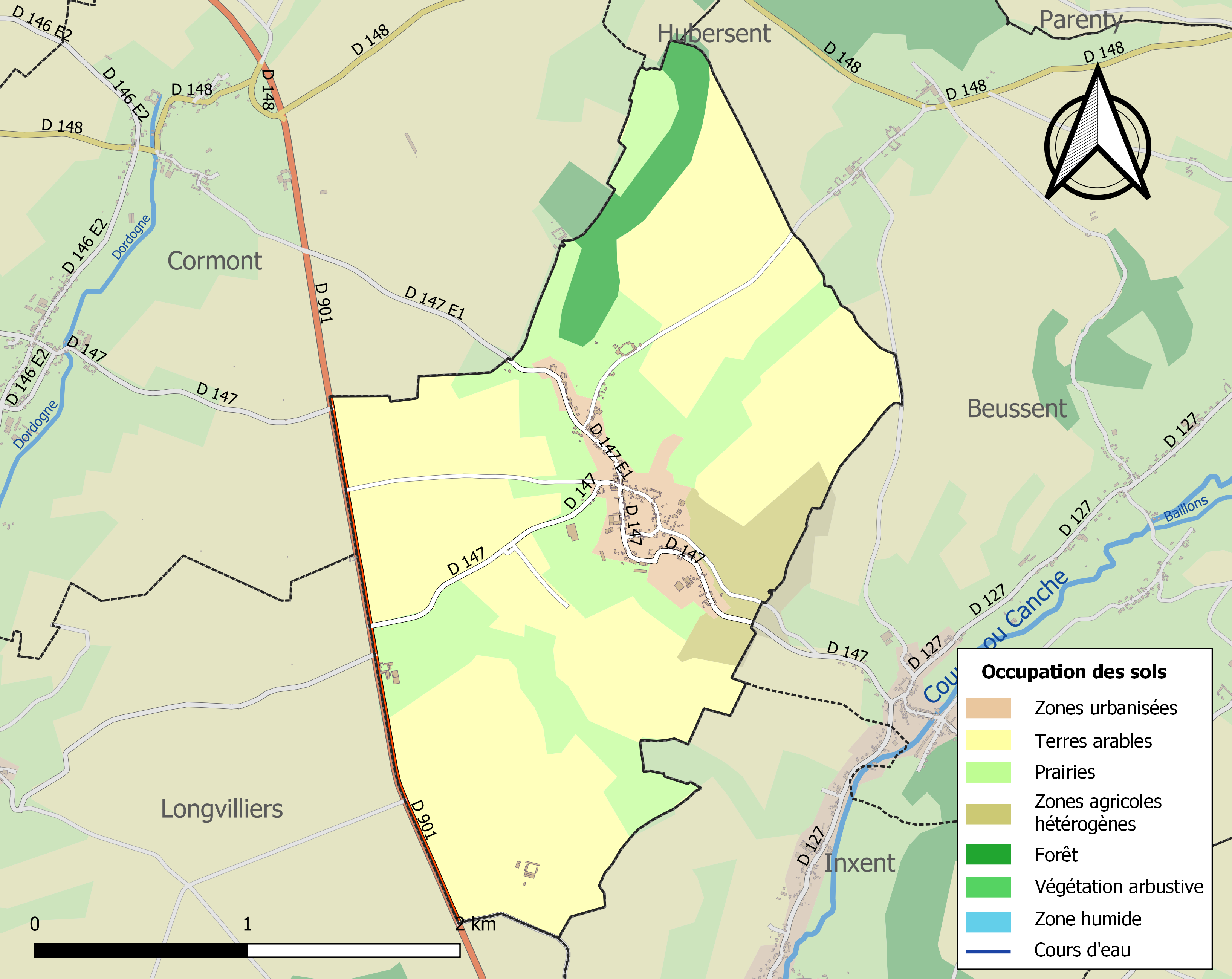
Carte des infrastructures et de l'occupation des sols de la commune en 2018 (CLC).

### Voies de communication et transports

#### Voies de communication
La commune est desservie par les routes départementales D 147 et est limitrophe, au sud-ouest de la D 901, reliant Boulogne-sur-Mer et Montreuil. Elle se situe à 14 km de la sortie no 26 de l'autoroute A16 reliant région parisienne à la frontière avec la Belgique,.

#### Transport ferroviaire
La commune se trouve à 11 km de la gare de Montreuil, située sur la ligne de Saint-Pol-sur-Ternoise à Étaples, desservie par des trains TER Hauts-de-France.

### Risques naturels et technologiques

#### Risque inondation
À la suite du passage des tempêtes Ciarán, Domingos et Elisa et des inondations et coulées de boue qui se sont produites, la commune est reconnue, par arrêté du 14 novembre 2023, en état de catastrophe naturelle pour inondations et coulées de boue sur la période du 2 au 12 novembre 2023, comme 179 autres communes du département.

## Toponymie
Le nom de la localité est attesté sous les formes Berniules (fin XIe siècle), Bernelœ (1125), Berneules (1141), Bernules (1145), Berneulœ (1199), Bernieules (1289), Berniule (1315), Bernieure (1477), Berniullez (XIVe siècle), Bernyelles (1535), Barnieulles (1550), Berniulles (1559), Bernieulles (1730), Bernœulle (XVIIIe siècle), Bernieulles (1789) et Bernieulles depuis 1793 et 1801.

## Histoire
Bernieulles était située sur la voie romaine allant d'Amiens à Boulogne-sur-mer ou via Agrippa de l'Océan. Elle séparait Bernieulles de Longvilliers.
Bernieulles était autrefois l'une des douze baronnies du comté de Boulogne.
Adrien de Bernieulles, seigneur sur la commune actuelle de Bernieulles, trouve la mort à la bataille d'Azincourt en 1415.
Au XVIIe siècle, Bernieulles appartient à Henri Philippe dit Philippe de HAYNIN, chevalier, baron de BERNIEULLES, fils de Philippe et d'Adrienne Jeanne de VARENNES. Le 31 mai 1677, il épouse Marie Hélène dite Hélène de BERGUES, dame de Belleforière et d'Ohlain, fille de Charles et de Catherine de COUPIGNY, dernière représentante de cette famille à posséder les terres et le château de Belleforière.

Un panneau émaillé destiné à l'information des visiteurs est fixé à proximité de l'église. Voici, in extenso, le texte qu'il contient : 

« Bernieulles
Une baronnie du Boulonnais

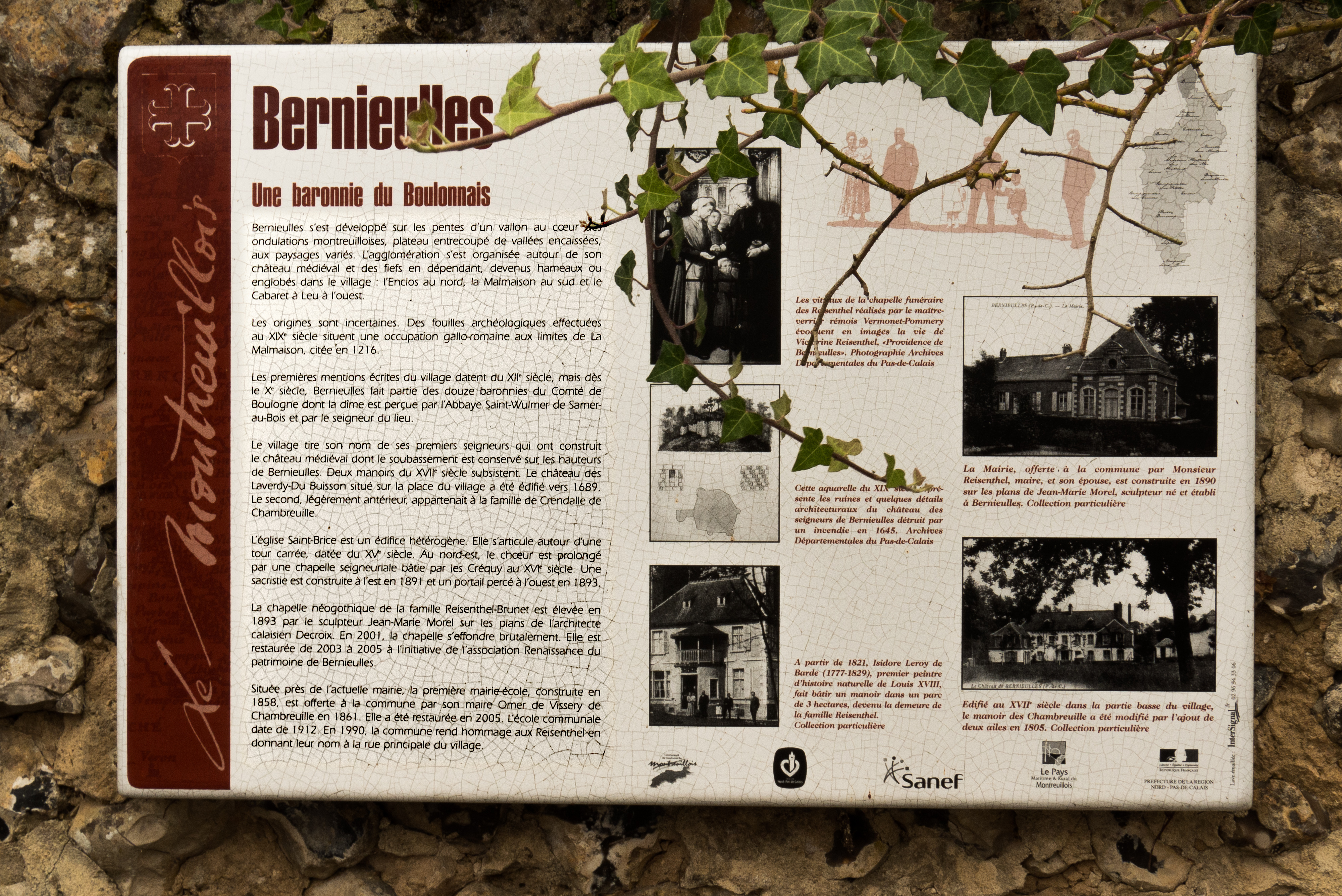
Le panneau d'information.

Bernieulles s'est développé sur les pentes d'un vallon au cœur des ondulations montreuilloises, plateau entrecoupé de vallées encaissées, aux paysages variés. L'agglomération s'est organisée autour
de son château médiéval et des fiefs en dépendant, devenus hameaux ou englobés dans le village : l'Enclos au nord, la Malmaison au sud et le Cabaret à Leu à l’ouest.
Les origines sont incertaines. Des fouilles archéologiques effectuées au XIXe siècle situent une occupation gallo-romaine aux limites de la Malmaison, citée en 1216.
Les premières mentions écrites du village datent du XIIe siècle, mais dès le Xe siècle, Bernieulles fait partie des douze baronnies du Comte de Boulogne dont la dîme est perçue par l'Abbaye Saint-Wulmer de Samer-au-Bois et par le seigneur du lieu.
Le village tire son nom de ses premiers seigneurs qui ont construit le château médiéval dont le soubassement est conservé sur les hauteurs de Bernieulles. Deux manoirs du XVIIe siècle subsistent Le château des Laverdy-Du Buisson situé sur la place du village a été édifie vers 1689. Le second, légèrement antérieur, appartenait à la famille de Crendalle de Chambreuille.
L'église Saint-Brice est un édifice hétérogène. Elle s'articule autour d'une tour carrée, datée du XVe siècle. Au nord est, le chœur est prolongé par une chapelle seigneuriale bâtie par les Créquy au XVIe siècle. Une sacristie est construite à l'est en 1891 et un portail percé à l’ouest en 1893.
La chapelle néogothique de la famille Reisenthel-Brunet est élevée en 1893 par le sculpteur Jean-Marie Morel sur les plans de l’architecte calaisien Decroix. En 2001 la chapelle s'effondre brutalement. Elle est restaurée de 2003 a 2005 à l'initiative de l'association Renaissance du patrimoine de Bernieulles.
Située près de l'actuelle mairie, la première mairie-école, construite en 1858, est offerte à la commune par son maire Omer de Vissery de Chambreuille en 1861. Elle a été restaurée en 2005. L’école communale date de 1912. En 1990 la commune rend hommage aux Reisenthel en donnant leur nom à la rue principale du village. »

## Politique et administration

### Découpage territorial
La commune se trouve dans l'arrondissement de Montreuil du département du Pas-de-Calais.

#### Commune et intercommunalités
La commune a fait partie, de 2001 à 2016, de la communauté de communes du Montreuillois et, depuis le 1er janvier 2017, elle fait partie de la communauté d'agglomération des Deux Baies en Montreuillois dont le siège est basé à Montreuil. La communauté d'agglomération des Deux Baies en Montreuillois regroupe 46 communes et totalise 65 760 habitants en 2021.

#### Circonscriptions administratives
La commune faisait partie du canton d'Étaples, depuis la loi du 22 décembre 1789 reprise par la constitution de 1791, qui divise le royaume (la République en septembre 1792), en communes, cantons, districts et départements.
Dans le cadre du redécoupage cantonal de 2014 en France, elle est maintenant rattachée, au canton de Berck qui passe de 10 à 31 communes.

#### Circonscriptions électorales
Pour l'élection des députés, la commune fait partie, depuis 1986, de la quatrième circonscription du Pas-de-Calais.

### Élections municipales et communautaires

#### Liste des maires
| Période                                  | Période                    | Identité        | Étiquette | Qualité                                                        |
| ---------------------------------------- | -------------------------- | --------------- | --------- | -------------------------------------------------------------- |
| Les données manquantes sont à compléter. |                            |                 |           |                                                                |
| 1995                                     | mars 2014                  | Jean-Marie Mocq |           | Médecin                                                        |
| mars 2014,                               | En cours (au 11 juin 2022) | David Caux      |           | Agent technique de maintenance Réélu pour le mandat 2020-2026, |

## Équipements et services publics

### Justice, sécurité, secours et défense
La commune dépend du tribunal de proximité de Montreuil, du conseil de prud'hommes de Boulogne-sur-Mer, du tribunal judiciaire de Boulogne-sur-Mer, de la cour d'appel de Douai, du tribunal de commerce de Boulogne-sur-Mer, du tribunal administratif de Lille, de la cour administrative d'appel de Douai et du tribunal pour enfants de Boulogne-sur-Mer.

## Population et société

### Démographie
Les habitants de la commune sont appelés les Bernieullois.

#### Évolution démographique
L'évolution du nombre d'habitants est connue à travers les recensements de la population effectués dans la commune depuis 1793. Pour les communes de moins de 10 000 habitants, une enquête de recensement portant sur toute la population est réalisée tous les cinq ans, les populations de référence des années intermédiaires étant quant à elles estimées par interpolation ou extrapolation. Pour la commune, le premier recensement exhaustif entrant dans le cadre du nouveau dispositif a été réalisé en 2006.

En 2022, la commune comptait 165 habitants, en évolution de −10,81 % par rapport à 2016 (Pas-de-Calais : −0,72 %, France hors Mayotte : +2,11 %).
| 1793 | 1800 | 1806 | 1821 | 1831 | 1836 | 1841 | 1846 | 1851 |
| ---- | ---- | ---- | ---- | ---- | ---- | ---- | ---- | ---- |
| 327  | 245  | 373  | 385  | 378  | 385  | 372  | 362  | 349  |

| 1856 | 1861 | 1866 | 1872 | 1876 | 1881 | 1886 | 1891 | 1896 |
| ---- | ---- | ---- | ---- | ---- | ---- | ---- | ---- | ---- |
| 350  | 315  | 295  | 289  | 294  | 278  | 335  | 320  | 359  |

| 1901 | 1906 | 1911 | 1921 | 1926 | 1931 | 1936 | 1946 | 1954 |
| ---- | ---- | ---- | ---- | ---- | ---- | ---- | ---- | ---- |
| 343  | 335  | 348  | 285  | 293  | 284  | 255  | 306  | 249  |

| 1962 | 1968 | 1975 | 1982 | 1990 | 1999 | 2006 | 2011 | 2016 |
| ---- | ---- | ---- | ---- | ---- | ---- | ---- | ---- | ---- |
| 255  | 234  | 192  | 185  | 201  | 207  | 200  | 190  | 185  |

| 2021 | 2022 | - | - | - | - | - | - | - |
| ---- | ---- | - | - | - | - | - | - | - |
| 171  | 165  | - | - | - | - | - | - | - |

#### Pyramide des âges
En 2018, le taux de personnes d'un âge inférieur à 30 ans s'élève à 34,6 %, soit en dessous de la moyenne départementale (36,7 %). À l'inverse, le taux de personnes d'âge supérieur à 60 ans est de 29,7 % la même année, alors qu'il est de 24,9 % au niveau départemental.
En 2018, la commune comptait 88 hommes pour 95 femmes, soit un taux de 51,91 % de femmes, légèrement supérieur au taux départemental (51,5 %).
Les pyramides des âges de la commune et du département s'établissent comme suit.
| Hommes | Classe d’âge | Femmes |
| ------ | ------------ | ------ |
| 1,1    | 90 ou +      | 3,1    |
| 13,5   | 75-89 ans    | 11,5   |
| 15,7   | 60-74 ans    | 14,6   |
| 22,5   | 45-59 ans    | 19,8   |
| 14,6   | 30-44 ans    | 14,6   |
| 12,4   | 15-29 ans    | 22,9   |
| 20,2   | 0-14 ans     | 13,5   |

| Hommes | Classe d’âge | Femmes |
| ------ | ------------ | ------ |
| 0,5    | 90 ou +      | 1,6    |
| 5,6    | 75-89 ans    | 8,9    |
| 16,7   | 60-74 ans    | 18,1   |
| 20,2   | 45-59 ans    | 19,2   |
| 18,9   | 30-44 ans    | 18,1   |
| 18,2   | 15-29 ans    | 16,2   |
| 19,9   | 0-14 ans     | 17,9   |

### Manifestations culturelles et festivités
La commune participe à la manifestation « Les étincelles de la vallée de la Course », qui se déroule chaque année à la mi-août dans quinze villages de la vallée et où les visiteurs découvrent les illuminations et les animations de la vallée,.

## Culture locale et patrimoine

### Lieux et monuments
- L'église Saint-Brice.
- Le monument aux morts[47].

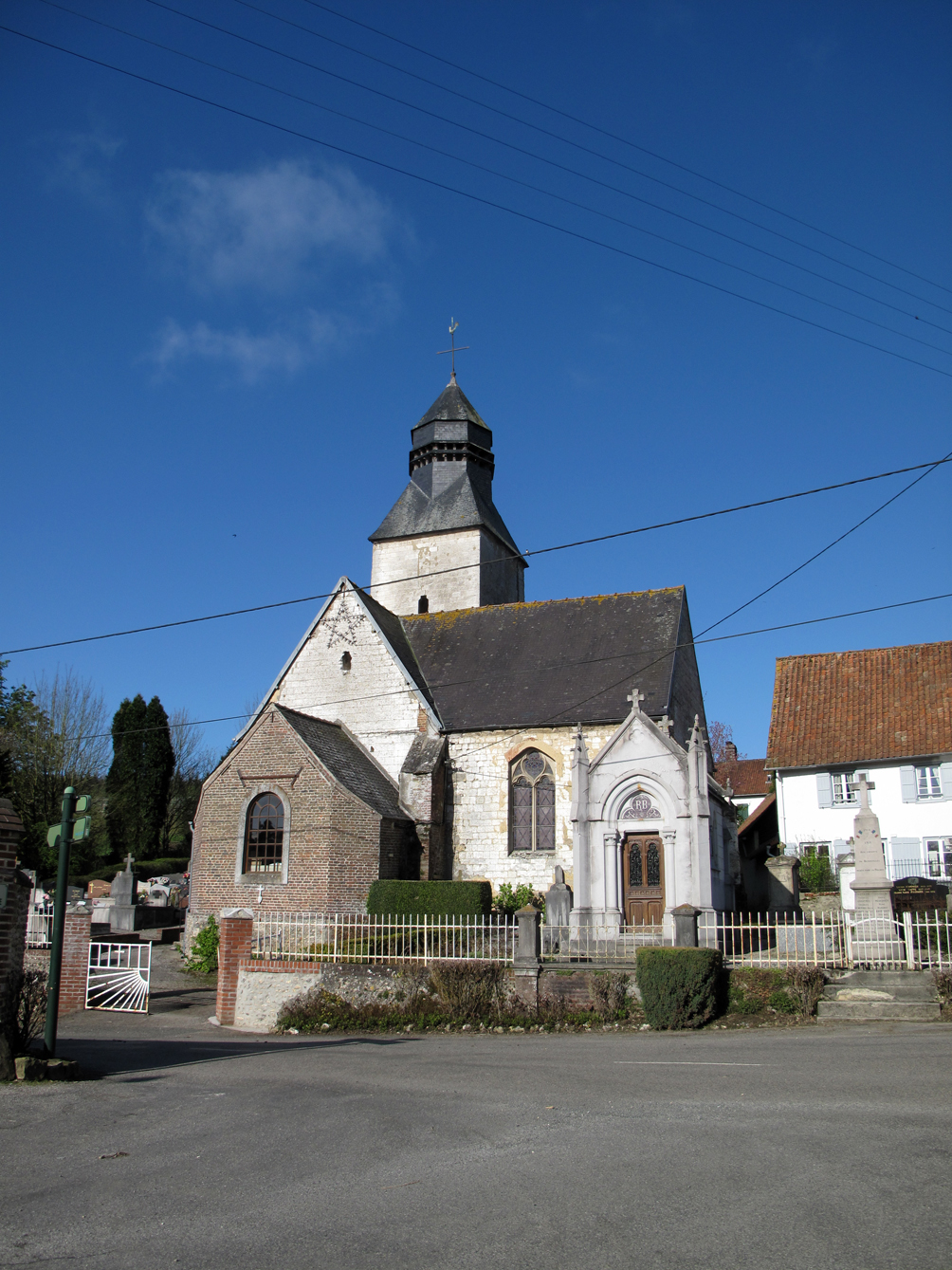
L'église.
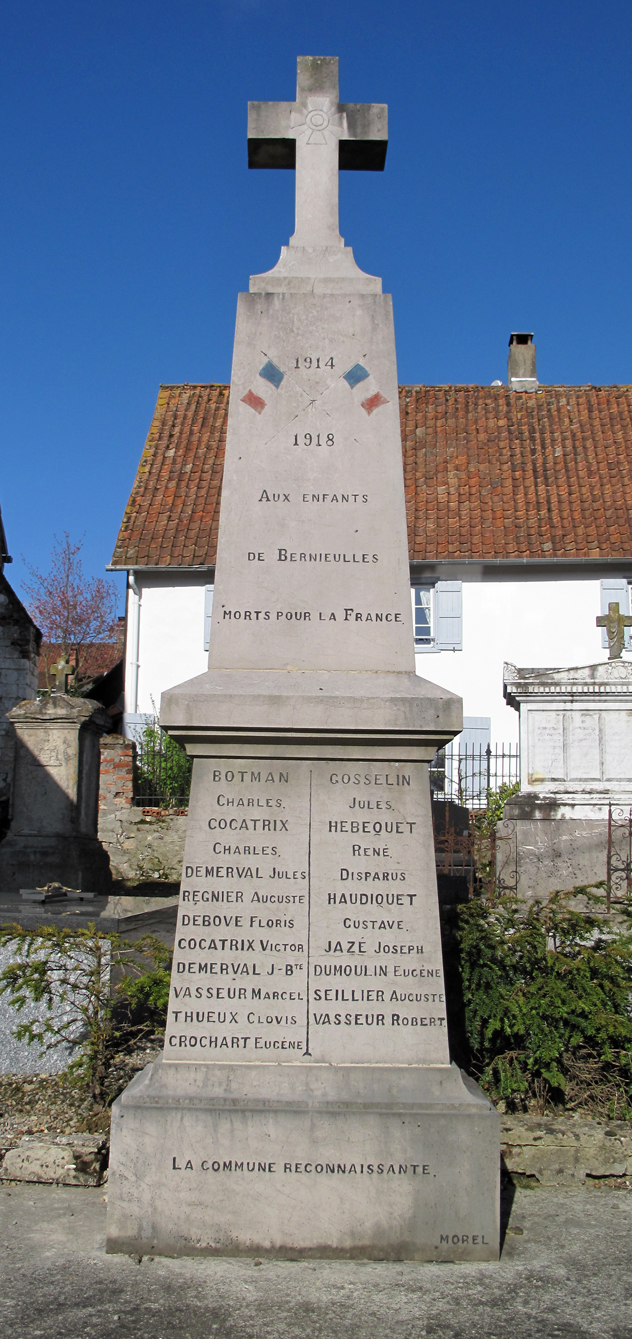
Le monument aux morts.

### Personnalités liées à la commune
- Geneviève de Corbie (d) (1907-1979), née Marie-Thérèse Huret, romancière, morte à Bernieulles, épouse d'Arnauld de Corbie, romancier et journaliste.
- Jean-Marie Mocq (1935-), maire de Bernieulles, auteur de plusieurs ouvrages sur le massacre d'Ascq, fondateur de la société historique de Villeneuve-d'Ascq et du Mélantois, ancien conseiller municipal, médaillé d'honneur et citoyen d'honneur de la ville Villeneuve-d'Ascq, membre de la commission historique départementale et membre correspondant de la commission départementale d'histoire et d'archéologie du Pas-de-Calais, chevalier de l'œuvre humanitaire, titulaire de la médaille de la ville de Verdun, membre correspondant de l'Académie des sciences, lettres et arts d'Arras[48].
- Benoît de Bretagne, luthier, installé à Bernieulles d'où il est originaire[49].

### Héraldique
| Blason de Bernieulles | Blason  | D'or à la croix ancrée de gueules.              |
| Blason de Bernieulles | Détails | Adopté par la municipalité le 28 novembre 1995. |

## Pour approfondir